# وليام فريدمان
وليام فريدريك فريدمان (بالإنجليزية: William Frederick Friedman)‏ (24 سبتمبر عام 1891- 12 نوفمبر عام 1969)، وُلد في مدينة كيشيناو في محافظة غوبرنيه بيسارابيا التابعة للإمبراطورية الروسية. وهو عالم تشفير (تعمية) في الجيش الأمريكي، أدار قسم الأبحاث التابع لجهاز الاستخبارات الإشارية (SIS) في الجيش خلال ثلاثينيات القرن العشرين، كما أدار بعضاً من الأجهزة اللاحقة له خلال الخمسينيات. فكّ أتباعه بقيادة فرانك روليت شيفرة آلة بربل اليابانية في عام 1940، حيث كشفوا أسراراً دبلوماسية يابانية قبيل دخول الولايات المتحدة إلى الحرب العالمية الثانية.

## النشأة
تعرّف فريدمان على علم التشفير في طفولته من خلال قصة إدغار الآن بو القصيرة «الحشرة الذهبية». درس فريدمان في كلية ميشيغان الزراعية (التي تُعرف اليوم باسم جامعة ولاية ميشيغان) في إيست لانسنغ، كما حصل على منحة دراسية للعمل ضمن مجال علم الوراثة من جامعة كورنيل. في ذلك الوقت، قرر جورج فابيان بدء مشروع خاص في علم الوراثة مع فريدمان، حيث كان فابيان مديراً لمختبر أبحاث خاص يقوم فيه بدراسة أي مشروع يعجبه. انضم فريدمان إلى «مختبرات ريفربانك» الخاصة بفابيان والتي كانت تقع خارج شيكاغو في سبتمبر من عام 1915. استلم فريدمان منصب رئيس قسم علم الوراثة، وقام بمشروع لدراسة آثار ضوء القمر على نمو المحاصيل.

## مسيرته الأولية في علم التشفير
أصبح فريدمان مصوّراً خبيراً أثناء عمله على بعض المشاريع، حيث طُلب منه السفر إلى إنجلترا عدّة مرات لمساعدة إليزابيث ويلز غالوب في تصوير المخطوطات التاريخية المتعلّقة بأبحاثها. أصبح فريدمان مفتوناً بعمله بعد أن تودّد إلى مساعدة غالووب التي كانت عالمة تشفير بارعة. بعد زواجهما، أصبح فريدمان مديراً لقسم الرموز والشيفرات في «مختبرات ريفربانك»، إضافة إلى إدارته لقسم الوراثة أيضاً. كتب فريدمان خلال ذلك الوقت سلسلة مؤلّفة من 23 ورقة حول علم التشفير، حيث عُرفت باسم «منشورات ريفربانك» وتضمّنت الوصف الأولي لمؤشر الصدفة الذي أصبح أداة رياضية هامة في تحليل الشيفرات.
بعد دخول الولايات المتحدة إلى الحرب العالمية الأولى، عرض فابيان مساعدته على الحكومة من خلال قسم الرموز والشيفرات في «مختبرات ريفربانك». لم يكن يوجد أي إدارة اتحادية مختصّة بهذا النوع من العمل (على الرغم من وجود بعض الأقسام غير المكتملة بين الحين والآخر في الجيش والقوات البحرية)، وبذلك أصبحت «مختبرات ريفربانك» مركز التشفير غير الرسمي للحكومة الأمريكية.

## جهاز الاستخبارات الإشارية
قررت حكومة الولايات المتحدة إنشاء جهاز تشفير خاص بها، فأرسلت ضباط الجيش إلى «مختبرات ريفربانك» ليتدربوا على يد فريدمان. كتب فريدمان سلسلة من الدراسات التقنية لدعم البرنامج، حيث وصل عددها إلى سبع دراسات بحلول أوائل عام 1918. جُنّد فريدمان في الجيش وذهب إلى فرنسا للعمل كعالم تشفير شخصي للجنرال جون ج. بيرشنغ. عاد إلى الولايات المتحدة ونشر دراسته الثامنة هناك في عام 1920 تحت اسم «مؤشر الصدفة وتطبيقه في علم التشفير»، حيث اعتُبرت هذه الدراسة إحدى أفضل الدراسات في علم التشفير الحديث في ذلك الوقت. حصلت نصوصه الخاصة بتدريب الجيش على علم التشفير على سمعة طيبة إلا أنها بقيت سرّية لعدة عقود.
أصبح فريدمان رئيس محلّلي الشيفرات في وزارة الحرب في عام 1921، كما أدار لاحقاً جهاز الاستخبارات الإشارية لربع قرن. بعد حلّ «الغرفة الأمريكية السوداء» في مدينة نيويورك في عام 1929، نُقلت جميع ملفاتها إلى جهاز الاستخبارات الإشارية، حيث أُعيد تنظيم أجهزة التشفير والاستخبارات لتلائم موضعها الجديد في وزارة الحرب.

## إيجاد حلول لجهاز التشفير
خلال عشرينيات القرن الماضي، طُوّرت العديد من آلات التشفير الحديثة بناءً على ميكانيكا الآلة الكاتبة والدوائر الكهربائية الأولية. ومن الأمثلة الأولى على ذلك هي آلة هيبرن الدوّارة التي صممها إدوارد هيبرن في الولايات المتحدة في عام 1915. روّج هيبرن هذه الآلة للمستثمرين على أنها آمنة وسهلة الاستخدام.
أدرك فريدمان أهمية الآلات الدوّارة الحديثة فخصّص بعضاً من وقته لدراسة تصميم هيبرن. اكتشف فريدمان العديد من المشاكل الشائعة في معظم تصاميم الآلات الدوّارة، فجمع عدداً كافياً من النصوص المشفرة وطبّق عليها طريقة إحصائية نمطية تُعرف باسم اختبار «كابا»، حيث تبيّن أن فريدمان قادر على فك شيفرات هذه الآلة على الرغم من صعوبة الأمر.
استغلّ فريدمان فهمه للآلات الدوّارة في تطوير العديد من الأجهزة المحصّنة، حيث كان أفضلها «جهاز سيغابا» الذي كان من المفترض أن يصبح أكثر أجهزة التشفير أمناً في الولايات المتحدة خلال الحرب العالمية الثانية.
اخترع اليابانيون آلة تشفير حديثة خاصة بنشاطهم الدبلوماسي الحساس في عام 1939، وأطلق جهاز الاستخبارات الإشارية على الشيفرة الجديدة اسم «بربل». استطاع فريق جهاز الاستخبارات الإشارية بقيادة فريدمان وفرانك روليت فك الشيفرة بعد أشهر من المحاولات. لم تتشابه «بربل» مع آلة إينجما الألمانية أو آلة هيبرن، وذلك لأنها استخدمت مفاتيح تدرّجية بدلاً من الدوّارات.
أنهى جهاز الاستخبارات الإشارية بناء نظير دقيق لآلة «بربل» في عام 1940، وذلك على الرغم من عدم رؤية الفريق للآلة على الإطلاق. تمكّن جهاز الاستخبارات الإشارية من فكّ المزيد من الشيفرات اليابانية بعد فهم آلية عمل «بربل»، حيث كانت إحداها رسالة موجهة للسفارة اليابانية في العاصمة واشنطن تحمل أمراً بإنهاء المفاوضات (مع الولايات المتحدة في 7 ديسمبر عام 1941). كانت الرسالة إشارة واضحة للحرب الوشيكة، ولم يُفترض تسليم الرسالة إلا قبل ساعات من الهجوم على بيرل هاربر. استمر الجدل حول ما إذا كانت الولايات المتحدة على معرفة سابقة بهجوم بيرل هاربر حتّى القرن الحادي والعشرين.
أُدخل فريدمان إلى المستشفى في عام 1941 بسبب «انهيار عصبي»، عُزي الأمر إلى الضغط العقلي الكبير الناتج عن عمله على آلة «بربل».  أثناء مكوثه في المستشفى، قام فريق مكوّن من أبراهام سينكوف وليو روزن من جهاز الاستخبارات الإشارية والملازمين بريسكوت كورير وروبرت ويكس من سفينة القوات البحرية الأمريكية (OP-20-G) بزيارة «مدرسة الرموز والشيفرات الحكومية» التابعة للمؤسسة البريطانية في حديقة بلشتلي. أعطى الفريق آلة «بربل» للبريطانيين مقابل الحصول على تفاصيل حول تصميم آلة «إينجما» ومعلومات حول الآلية التي استخدمها البريطانيون في فكّ شيفراتها. ومع ذلك، زار فريدمان حديقة بلشتلي في أبريل من عام 1943 حيث كان له دور أساسي في صياغة «اتفاقية بروسا» لعام 1943.

## وكالة الأمن القومي
استمر فريدمان بالعمل في الاستخبارات الإشارية الحكومية بعد الحرب العالمية الثانية، حيث أصبح رئيساً لقسم التشفير في وكالة أمن القوات المسلحة (AFSA) المُشكّلة حديثاً في عام 1949. كما أصبح كبير خبراء التشفير في وكالة الأمن القومي (NSA) في عام 1952، والتي شُكّلت لتتولى عمل وكالة أمن القوات المسلحة. أصدر فريدمان سلسلة كلاسيكية من الكتب الدراسية تحت اسم «تحليل التشفير العسكري»، حيث استُخدمت هذه السلسلة لتدريب طلاب وكالة الأمن القومي. (نقّحت ووُسّعت السلسلة تحت عنوان «التشفير العسكري» على يد مساعد فريدمان وخليفته لامبروس دي كاليماوس لتُستخدم في تدريب العديد من محلّلي الشيفرات). ساعد فريدمان وكالة الأمن القومي خلال سنواته الأولى فيها على تطوير أول أجهزة الكمبيوتر الخارقة، مع أنه لم يكن مقتنعاً بامتلاك الأجهزة «لبصيرة» العقل البشري.
أمضى فريدمان معظم وقت فراغه في محاولة فك شيفرة «مخطوطة فوينيتش» الشهيرة التي كُتبت بين عامي 1403 و1437. بعد أربعة عقود من دراسته لهذه المخطوطة، اعترف فريدمان بهزيمته فلم يخرج إلا ببعض التخمينات المتعلّقة بأصولها ومعناها.
أطلق فريدمان اتفاقية سرية مع شركة «كريبتو أ. ج.» السويسرية المصنّعة لآلات التشفير نيابةً عن وكالة الأمن القومي في عام 1955. أسفرت الاتفاقية عن تهديد معظم أجهزة الشركة بالخطر، حيث أصبحت وكالة الأمن القومي قادرة على فك شيفرة رسائلها.
تقاعد فريدمان وزوجته في عام 1956 ووجّه اهتمامه إلى المشكلة التي جمعته مع زوجته منذ البداية، وهي مشكلة دراسة رموز بيكون الافتراضية. كتبا معاً كتاباً بعنوان «نظرة عالم التشفير إلى شكسبير»، حصل الكتاب على جائزة من مكتبة فولجر الشكسبيرية. نُشر الكتاب تحت عنوان «دراسة الشيفرات الشكسبيرية»، وأظهر بعض العيوب في عمل غالوب وغيرها ممن سعوا إلى البحث في الشيفرات الموجودة ضمن أعمال شكسبير.

## وفاته وإرثه
انحدرت الحالة الصحية لفريدمان في أواخر ستينيات القرن المنصرم، وتُوفّي في عام 1969. دُفن في مقبرة أرلينغتون الوطنية.
تبرّع كل من فريدمان وزوجته بأرشيفه للمكتبة التابعة لمؤسسة جورج س. مارشال، لكن وكالة الأمن القومي أعادت تصنيفهما وأزالتهما لاحقاً.
كُرّم فريدمان في قاعة المشاهير الخاصة بالاستخبارات العسكرية، كما سُمّي أحد المباني تيمّناً باسمه واسم زوجته إليزابيث في مجمّع الأمن القومي في ولاية ماريلاند. حصل فريدمان على وسام الاستحقاق المقدّم من الرئيس هاري ترومان، وعلى ميدالية الأمن القومي المقدّمة من دوايت أيزنهاور.

## وصلات خارجية
- وليام فريدمان على موقع الموسوعة البريطانية (الإنجليزية)
- وليام فريدمان على موقع إن إن دي بي (الإنجليزية)
- أوراق ويليام فريدمان في مؤسسة جورج سي مارشال
- فريدمان مجموعة خفية في مؤسسة جورج سي مارشال
- صفحة  قاعة الشرف NSA على فريدمان
- مجموعة NSA William F. Friedman  الأوراق الرسمية
- العقيد ويليام فريدمان (عراب التشفير) بقلم روبرت أ. ريفز